# Macropisthodon plumbicolor
Macropisthodon plumbicolor är en ormart som beskrevs av Cantor 1839. Macropisthodon plumbicolor ingår i släktet Macropisthodon och familjen snokar.
Arten ingår enligt The Reptile Database i släktet Rhabdophis.
Macropisthodon plumbicolor förekommer i Indien, Myanmar, östra Pakistan och Sri Lanka. Honor lägger ägg. Det första exemplaret som upptäcktes var mörkgrå och därför fick arten artepitet plumbicolor (blyfärgad). De flesta exemplar är däremot gröna eller bruna.

## Underarter
Arten delas in i följande underarter:
- M. p. plumbicolor
- M. p. palabriya